# ISO 3166-2:UA
ISO 3166-2:UA é a entrada para Ucrânia no ISO 3166-2, parte do padrão ISO 3166 publicado pela Organização Internacional de Padronização (ISO), que define códigos para os nomes das principais subdivisões (ex., províncias ou estados) de todos países codificado em ISO 3166-1.
Atualmente para a Ucrânia, códigos ISO 3166-2 são definidos para 24 regiões, 1 república, e 2 cidades. As duas cidades têm um estatuto especial, igual às regiões.
Cada código é composto de duas partes, separado por um hífen. A primeirea parte é UA, o código ISO 3166-1 alfa-2 da Ucrânia. A segunda parte é de dois dígitos, que é tomada a partir do padrão local KOATUU (КОАТУУ), com as seguintes exceções:
- Chernivtsi Oblast usa 77 (seu código KOATUU é 73)
- Luhansk Oblast usa 09 (seu código KOATUU é 44)
- A República Autônoma da Crimeia usa 43 (seu código KOATUU é 01)
- A cidade Kiev usa 30 (seu código KOATUU é 80)
- A cidade Sevastopol usa 40 (seu código KOATUU é 85)

## Códigos atuais
Os nomes das subdivisões são listados como no padrão ISO 3166-2  publicado pela ISO 3166 Maintenance Agency (ISO 3166/MA).
Clique no botão no cabeçalho para ordenar cada coluna.
| Código | Nome da subdivisão        | Categoria da subdivisão |
| ------ | ------------------------- | ----------------------- |
| UA-71  | Oblast de Chercássi       | região                  |
| UA-74  | Oblast de Cherniguive     | região                  |
| UA-77  | Oblast de Tchernivtsi     | região                  |
| UA-12  | Oblast de Dnipropetrovsk  | região                  |
| UA-14  | Oblast de Donetsk         | região                  |
| UA-26  | Oblast de Ivano-Frankivsk | região                  |
| UA-63  | Oblast de Carcóvia        | região                  |
| UA-65  | Oblast de Quérson         | região                  |
| UA-68  | Oblast de Khmelnytski     | região                  |
| UA-35  | Oblast de Quirovogrado    | região                  |
| UA-32  | Oblast de Kyiv            | região                  |
| UA-09  | Oblast de Lugansk         | região                  |
| UA-46  | Oblast de Lviv            | região                  |
| UA-48  | Oblast de Mykolaiv        | região                  |
| UA-51  | Oblast de Odessa          | região                  |
| UA-53  | Oblast de Poltava         | região                  |
| UA-56  | Oblast de Rivne           | região                  |
| UA-59  | Oblast de Sume            | região                  |
| UA-61  | Oblast de Ternopil        | região                  |
| UA-05  | Oblast de Vinytsia        | região                  |
| UA-07  | Oblast da Volínia         | região                  |
| UA-21  | Oblast da Transcarpátia   | região                  |
| UA-23  | Oblast de Zaporíjia       | região                  |
| UA-18  | Oblast de Jytomyr         | região                  |
| UA-43  | Crimeia                   | república               |
| UA-30  | Kyiv                      | cidade                  |
| UA-40  | Sebastopol                | cidade                  |